# NGC 6944A
NGC 6944A (другие обозначения — PGC 65108, MCG 1-52-16, ZWG 399.24) — галактика в созвездии Дельфин.
Этот объект не входит в число перечисленных в оригинальной редакции «Нового общего каталога» и был добавлен позднее.